# Mantilly
Mantilly település Franciaországban, Orne megyében. Lakosainak száma 511 fő (2022. január 1.). Mantilly Passais Villages, Saint-Cyr-du-Bailleul, Désertines, Saint-Mars-d’Égrenne és Le Teilleul községekkel határos.

## Népesség
A település népességének változása:
| Lakosok száma | 555  | 538  | 549  | 535  | 528  | 520  | 513  | 511  | 511  |
|               | 2013 | 2015 | 2016 | 2017 | 2018 | 2019 | 2020 | 2021 | 2022 |